# Physalaemus lateristriga
Espèce
Physalaemus lateristriga est une espèce d'amphibiens de la famille des Leptodactylidae.

## Répartition
Cette espèce est endémique du Brésil. Elle se rencontre dans les États de Santa Catarina, du Paraná et dans le Sud de l'État de São Paulo.

## Taxinomie
Le nom valide complet (avec auteur) de ce taxon est Physalaemus lateristriga (Steindachner, 1864).
L'espèce a été initialement classée dans le genre Nattereria sous le protonyme Nattereria lateristriga Steindachner, 1864,.
Cette espèce a été relevée de sa synonymie avec Physalaemus olfersii par Carla Santa Cassini (d) et al. en 2010 dans laquelle elle avait été placée par Wilhelm Peters en 1882.
Physalaemus lateristriga a pour synonymes :
- Nattereria lateristriga Steindachner, 1864
- Physalaemus personatus Steindachner, 1864

## Publication originale
- (de) Franz Steindachner, « Batrachologische Mittheilungen », Verhandlungen der kaiserlich-königlichen zoologisch-botanischen Gesellschaft in Wien, Vienne, vol. 14,‎ 1864, p. 239-288 (ISSN 1025-4749, lire en ligne, consulté le 19 août 2023).